# Херрманн, Хайо
Ханс-Иоахи́м Хе́ррманн (нем. Hans-Joachim Herrmann; 1 августа 1913, Киль, Шлезвиг-Гольштейн — 5 ноября 2010, Дюссельдорф, Северный Рейн-Вестфалия), более известный как Ха́йо Хе́ррманн (нем. Hajo Herrmann) — немецкий пилот бомбардировочных и истребительных частей люфтваффе Второй мировой войны, оберст. Один из самых высокопоставленных и влиятельных офицеров ВВС нацистской Германии.
После войны, став адвокатом, посвятил свою жизнь защите в судах нацистских и неонацистских деятелей, крайне правых радикальных политиков и отрицателей Холокоста.

## Биография
Хайо родился 1 августа 1913 года в немецком городе Киль. Начал летать на планерах, будучи учеником местной гимназии.

### Вторая мировая война
Военная карьера Херрманна началась в 1935 году в качестве офицера пехотного полка вермахта. В том же году был переведён в люфтваффе.
В 1936 году, записавшись добровольцем в Легион «Кондор», Хайо отправился в Испанию для поддержки сторонников Франциско Франко в разгоревшейся Гражданской войне. Во время войны летал в составе бомбардировочной эскадры KG 4, совершал в её составе налёты на Мадрид, Бильбао, Картахену, неоднократно удостаивался похвал от командования за свою смелые действия в воздухе.
На ранних этапах Второй мировой войны в качестве пилота «Heinkel He 111» Херманн действовал в Польше и Норвегии. В 1940 году, будучи уже командиром седьмой эскадрильи KG 4, Хайо принял участие в битве за Британию, совершил множество вылетов на бомбардировку наземных объектов Великобритании. За активное участие в операции обер-лейтенант Херрманн был награждён Рыцарским крестом в октябре того же года.
В феврале 1941 года подразделение Хайо было переброшено на Сицилию. Базируясь в Италии, KG 4 вела поддержку пехотных частей вермахта в мальтийской и греческой операциях. В одном из налётов на порт греческого города Пирей Херрманну удалось сбросить бомбу на корабль, перевозивший боеприпасы. В результате детонации содержимого трюма на судне произошёл взрыв огромной силы, потопивший ещё одиннадцать британских кораблей и серьёзно повредивший сам порт, после чего он не мог функционировать многие месяцы.
В начале следующего года Херрманн был назначен командиром третьей группы KG 30. Подразделение базировалось в Норвегии и осуществляло налёты на арктические конвои. Самого большого успеха эскадра добилась при атаках на корабли PQ-17. Организаторские способности Хайо были замечены командованием ВВС, и в июле 1942 года по личному распоряжению Германа Геринга Херрманн был переведён в Генеральный штаб люфтваффе, где стал близким доверенным лицом рейхсмаршала. За время своей карьеры лётчика бомбардировщика Хайо совершил свыше 320 боевых вылетов, потопил 12 кораблей противника общим тоннажем в 70 тысяч тонн.
Прибыв в распоряжение Генерального штаба люфтваффе летом 1942 года, вскоре Херрманн получил назначение пополнить штат Оперативного штаба. В новой для себя ипостаси Хайо проявил свои лучшие тактические, оперативные и новаторские качества. По его инициативе в люфтваффе была создана принципиально новая тактика в отражении налётов бомбардировочной авиации союзников, получившая название «Дикий кабан» (нем. Wilde Sau). Первой подобной эскадрой стала Jagdgeschwader 300, Херрманн же был назначен её первым командиром. Тактика «Дикий кабан» представляла собой использование истребителей в режиме, так называемой, «свободной охоты», более присущей дневной авиации, с корректировкой действий наблюдателями с земли. Хайо предложил использовать сменные патрули около городов и крупных промышленных объектов Германии — до этого времени ночные истребители поднимались в воздух лишь при приближении бомбардировщиков противника. Результаты не заставили себя ждать — самолёты союзников просто не могли пробиться сквозь плотные заслоны «охотников», зачастую возвращаясь на британские аэродромы, не выполнив цели. Но главной проблемой «Дикого кабана» были очень высокие потери среди истребителей люфтваффе в результате их частых столкновений. Причина — невозможность связи между истребителями-«охотниками», вследствие соблюдения полного радиомолчания. Недовольное этими проблемами командование люфтваффе ограничило использование тактики Хайо к началу 1944 года. Лично участвовав в отражении ночных атак союзников, Херрманн сбил девять 4-моторных бомбардировщика противника. В августе 1943 года он был награждён Дубовыми листьями к своему Рыцарскому кресту.
В декабре того же года Херрманн был назначен Инспектором люфтваффе немецких сил противовоздушной обороны. Через год Хайо стал Главным инспектором ПВО и был удостоен Мечей к Рыцарскому кресту с Дубовыми листьями. В конце 1944 года оберст Херрманн получил новое назначение — командир 9-й авиационной дивизии люфтваффе.
В это же время Хайо возглавлял проект ВВС Германии, называвшийся «Rammjäger» (позднее получил название «Зондеркоманда Эльба» (нем. Sonderkommando Elbe)). Сюда набирались лётчики-добровольцы, в основном в возрасте от 18 до 20 лет, которые обучались на облегчённых модификациях «Messerschmitt Bf.109». Идея проекта заключалась в создании подразделения, летающего на лёгких, юрких самолётах, пилоты которого должны таранить бомбардировщики противника, целя по хвосту или крыльям. По замыслу Херрманна эти действия должны были нанести ощутимый вред ВВС союзников, так как, несмотря на очевидные потери среди молодых пилотов люфтваффе, имел бы место психологический фактор камикадзе, который негативно бы сказывался на самообладании британских и американских лётчиков. «Эльба» была запущена в апреле 1945 года и, по сути, не имела времени проявить себя в должной мере. 7 апреля соединение Херрманна из 138 «мессершмиттов» вылетело на перехват группы самолётов ВВС США, состоявшей из 1300 бомбардировщиков и 830 самолётов эскорта. В результате часового «боя» погибло около 60 молодых немецких пилотов, на базу вернулось 50 истребителей, потери союзников при этом были минимальны — 14 «B-17» и один «B-24».
Прославленный немецкий ас Адольф Галланд после войны назвал эту бойню «убийством мальчишек» и сказал, что «Херрманн является вторым военным преступником люфтваффе после Геринга».

#### Награды
- Испанский крест в бронзе с Мечами
- Почётный Кубок Люфтваффе (28 декабря 1940 года)[7]
- Знак боевого пилота люфтваффе[англ.] в золоте с гравировкой «300»
- Комбинированный знак наблюдателя Люфтваффе[англ.] в золоте с бриллиантами
- Немецкий крест в золоте (5 июня 1942 года)
- Железный крест (1939) 1-й и 2-й степени
- Рыцарский крест с Дубовыми Листьями и Мечами
  - Рыцарский крест (13 октября 1940 года) — обер-лейтенант, командир 7-й эскадрильи KG 4[8]
  - Дубовые Листья (№ 269) (2 августа 1943 года) — майор, командир JG 300[8]
  - Мечи (№ 43) (23 января 1944 года) — оберст, Инспектор ПВО Германии[8]

### Жизнь после войны
11 мая 1945 года Хайо сдался в плен советским войскам, провёл в лагерях десять лет.
По возвращении в Германию он поселился в Дюссельдорфе и начал изучать право. Получив лицензию адвоката, Херрманн стал известным в Европе защитником нацистских и неонацистских деятелей, крайне правых радикальных политиков. Его клиентами были Отто-Эрнст Ремер, Дэвид Ирвинг, Фред Лейхтер и другие.
В 1959 году Хайо женился — его избранницей стала немецкая певица сопрано Ингеборга Райхельт. За 51 год совместной жизни у пары родилось двое детей.
В 2003 году принял участие в мемориальной экспедиции в Баренцевом море, организованной общественной организацией «Полярный конвой» совместно с командованием Северного флота РФ. Научная задача экспедиции состояла в том, чтобы у берегов Новой Земли, по примерным координатам, известным из архивных документов, найти погибшие суда конвоя PQ-17. В мемориальный рейс на судне «Сенеж» вместе с учеными и военными пошли и ветераны Полярных конвоев из разных стран.
В 2008 году Херрманн отпраздновал своё 95-летие. В мае 2010 года Хайо был почётным гостем «Дня национального сопротивления» — конференции немецких ультраправых.
Херрманн умер утром 5 ноября 2010 года в возрасте 97 лет в городе Дюссельдорф. По некоторым данным Хайо был погребён в море согласно его предсмертному желанию.

## В культуре
Фигурирует в поэме Александра Городницкого «Полярный конвой» (2003), написанной по мотивам поисковой экспедиции.